# Joanna Lemańska
Joanna Bożena Lemańska (ur. 13 maja 1973 w Krakowie) – polska prawniczka, sędzia Sądu Najwyższego, doktor habilitowany nauk prawnych, nauczycielka akademicka Uniwersytetu Jagiellońskiego, specjalistka w zakresie prawa administracyjnego. W latach 2019-2025 prezes Sądu Najwyższego kierująca Izbą Kontroli Nadzwyczajnej i Spraw Publicznych.

## Życiorys
W 1997 ukończyła studia prawnicze na Wydziale Prawa i Administracji Uniwersytetu Jagiellońskiego, gdzie w 2005 na podstawie napisanej pod kierunkiem Józefa Filipka rozprawy pt. Koncepcja samorządu województwa na tle porównawczym otrzymała stopień naukowy doktora nauk prawnych w zakresie prawa, specjalność: prawo administracyjne. Na tym samym wydziale na podstawie dorobku naukowego oraz rozprawy pt. Uzasadnione oczekiwania w perspektywie prawa krajowego i regulacji europejskich uzyskała w 2017 stopień doktora habilitowanego nauk prawnych w zakresie prawa, specjalność: prawo administracyjne. Ukończyła studia w Studium Zarządzania i Biznesu przy Zakładzie Ekonomii Stosowanej UJ.
W 1997 zatrudniona jako nauczycielka akademicka na Wydziale Prawa i Administracji Uniwersytetu Jagiellońskiego. W latach 2006–2010 wykładowca w Wyższej Szkole Pedagogiki i Administracji w Poznaniu. Wieloletni wykładowca Okręgowej Izby Radców Prawnych w Krakowie. Wykładowca Krajowej Szkoły Sądownictwa i Prokuratury. Rzecznik Dyscyplinarny rektora Uniwersytetu Jagiellońskiego do spraw studentów i doktorantów (dwie kadencje 2005–2008 oraz 2008–2012). Od 2003 do 2018 r. była radcą prawnym i prowadziła duża kancelarie w Krakowie. Jest autorką wielu ekspertyz prawnych, w tym także w toku procedury legislacyjnej, a także na zlecenie podmiotów publicznych. M.in., w latach 2007–2018 świadczyła obsługę prawną na rzecz Ministerstwa Sprawiedliwości w Departamencie Nadzoru nad Aplikacjami Prawniczymi, a w latach 2010–2011 w Krajowej Szkole Sądownictwa i Prokuratury. W latach 2016–2018 przewodnicząca Wspólnej Komisji Orzekającej w sprawach naruszeń dyscypliny finansów publicznych jako członek wskazany przez Prezydenta RP.
Obecnie wiceprzewodnicząca Rady Programowej KSSiP, a także przewodnicząca Rady Programowej Kwartalnika Krajowej Szkoły Sądownictwa i Prokuratury. Od 2022 r. członek Europejskiej Komisji na rzecz Demokracji przez Prawo (Komisji Weneckiej), jako zastępca członka z ramienia Polski.
W lipcu 2018 zgłosiła swoją kandydaturę na sędziego Izby Kontroli Nadzwyczajnej i Spraw Publicznych Sądu Najwyższego. Okoliczności towarzyszące wyborowi sędziów, w których uczestniczyła Joanna Lemańska, są uznawane przez niektóre środowiska prawnicze i polityczne za przejaw kryzysu wokół Sądu Najwyższego w Polsce. W 2018 prezydent Andrzej Duda powołał ją do pełnienia urzędu sędziego Sądu Najwyższego w Izbie Kontroli Nadzwyczajnej i Spraw Publicznych, gdzie mimo kontrowersji związanych z nominacją rozpoczęła orzekanie. 
W lutym 2019 powołana na stanowisko prezesa Sądu Najwyższego kierującego pracą Izby Kontroli Nadzwyczajnej i Spraw Publicznych. Ponownie powołana na stanowisko prezesa Sądu Najwyższego kierującego pracą Izby Kontroli Nadzwyczajnej i Spraw Publicznych w lutym 2022 r. Kadencję zakończyła w lutym 2025 r.